# Amelia, Ohio
Amelia är en ort i Clermont County i delstaten Ohio, USA.